# Gran Hotel Bali
38°31′54″N 0°9′50″V / 38.53167°N 0.16389°V
Gran Hotel Bali er en skyskraber, som ligger i Benidorm, Spanien. Det er med en højde på 186 meters (210 meter hvis man medregner masten), det højeste hotel i Europa. Bygningen blev tegnet og designet af Antonio Escario og er den 5. højeste bygning i Spanien.
Gran Hotel Bali ligger ved siden af det andet Bali hotel, Gran Hotel Bali II. Hotellene ligger 300 meter fra Middelhavet. Hotellet er et 4-stjernet hotel. Hotellet har 776 rum (med en kapacitet til 2000 gæster), 18 elevatorer, haver og swimmingpools.
På hotellet blev det første mesterskab i BASE jumping, i Spanien.
Hotelet blev påbegyndt i 1988 med et budget på næsten 2 milliarder pesetas, og strukturen blev færdig ti år senere og hotellet blev åbnet den 17. maj 2002.

## Links
- Information om bygningen hos Emporis